# Simònides de Magnèsia
Simònides de Magnèsia (en llatí Simonides, en grec antic Σιμωνίδης) fou un poeta èpic grec de Magnèsia.
Va viure en temps del rei selèucida Antíoc III el Gran i va escriure un poema sobre les victòries d'aquest rei sirià i especialment de la seva batalla contra els gàlates. És mencionat principalment al Suides, i Vossius l'inclou a la seva Historia Graeca.